# Cindy Van Acker
Cindy Van Acker, née le 29 juillet 1971 à Winfield, est une danseuse et chorégraphe belge vivant à Genève en Suisse.

## Biographie
Après avoir dansé dans le Ballet royal de Flandre puis le Grand Théâtre de Genève, elle devient interprète pour des chorégraphes contemporains avant de créer sa propre compagnie, la compagnie Greffe. Elle initie ou participe à de nombreux projets en Suisse comme à l'étranger, collaborant notamment avec des musiciens comme Pan Sonic ou des metteurs en scène comme Romeo Castellucci.
Depuis 2006, Cindy Van Acker est responsable de la formation corporelle des comédiens de la Haute école de théâtre de Lausanne (« la Manufacture »).
Cindy Van Acker travaille pour la première fois en 2013  avec les danseurs du Ballet Junior de Genève. MAGNITUDE, regroupera une vingtaine de jeunes interprètes, la chorégraphe pense cette pièce comme un monochrome vivant. Un tableau évolutif d'une même matière, d'un geste minimaliste, d'une composition visuelle panoramique induite de jeunesse et de couleurs différentes.

## Principales chorégraphies
- 2002 : Corps 00:00 représente la Suisse à la Biennale de Venise en 2005
- 2003 : Balk 00:49
- 2003 : Fractie
- 2005 : Pneuma 02:05 pour huit danseurs (2005)
- 2007 : Kernel
- 2008 : Lanx et Obvie
- 2009 : Nixe, Obtus, Antre et Nodal
- 2011 : Diffraction
- 2013: Magnitude, Helder et Drift
- 2019 - 2020 : Shadowpieces
- 2021: Without Referencecs (chorégraphie en collaboration avec les danseurs)
- 2024 : Quiet Light

## Principales collaborations - chorégraphies pour les productions de Romeo Castellucci
- 2008 : chorégraphie pour Inferno (création au Festival d'Avignon, dans la Cour d'Honneur)
- 2011 : chorégraphie pour Parsifal (création à la Monnaie, Bruxelles)
- 2015 : chorégraphie pour Moses und Aron (création à l'Opéra National de Paris)
- 2017 : chorégraphie pour Tannhäuser  (création à l’opéra de Munich Staatsoper)
- 2018 : chorégraphie pour Salome (création au Grosses Festspielhaus, Salzbourg)
- 2018 : chorégraphie pour Die Zauberflöte (création à la Monnaie, Bruxelles)
- 2021: chorégraphie pour Don Giovanni (création au Grosses Festspielhaus, Salzbourg)
- 2022: chorégraphie pour De temporum fine commedia (création au Grosses Festspielhaus, Salzbourg)
- 2023 : chorégraphie pour Das Rheingold (création à la Monnaie, Bruxelles)
- 2024 : chorégraphie pour Les Walkyries (création à la Monnaie, Bruxelles)

## Distinctions
Son œuvre lui a valu de nombreuses distinctions, notamment deux Prix suisses de danse, en 2013 pour « Diffraction » et en 2019 pour « Speechless Voices », ainsi que la médaille de Chevalière de la Légion d’honneur. 
Cindy Van Acker reçoit le Grand Prix suisse des arts de la scène / Anneau Hans Reinhart 2023 et le Prix culturel Leenaards 2023. MIMOS - Annuaire suisse des arts de la scène (Éditions Peter Lang) lui consacre sa publication 2023.
Elle reçoit le titre de l’Artiste Émérite 2025 de la part de l’ISPA – International Society for the Performing Arts.

## Publications
- partituurstructuur, les partitions chorégraphiques de Cindy Van Acker, sous la direction de Michèle Pralong, Éditions Héros-Limite, Genève, 2012
- Magnetica, La composition chorégrahique de Cindy Van Acker, Enrico Pitozzi, Quodlibet Studio, 2016
- Je cherche mes clefs    je trouve des loukoums, Michèle Pralong, Éditions Héros-Limite, Genève, 2025

## Disques et films
- 6/6, six films d’Orsola Valenti réalisés d’après six soli de Cindy Van Acker, coffret DVD, 2014
- SP04, vinyl de Louis Schild à partir de Shadowpiece IV chorégraphiée par Cindy Van Acker 2022 (enregistrement réalisé au Studio Phonotope à Renens)
- Without References / Cindy Van Acker, album de goat (jp), parution de l’album digital le 14 mars 2025 chez Latency